# Ryuji Yamazaki
Ryuji Yamazaki (山崎 竜二 Yamazaki Ryūji?) es un personaje ficticio de las series de videojuegos Fatal Fury y The King of Fighters.
De acuerdo a su biografía oficial, su comida favorita es basashi (carne de caballo), y no tiene ningún deporte favorito. Su más preciada posesión es cualquier cosa que lo beneficie económicamente y no le gusta trabajar.

## Historia
Fatal Fury
En contraste con la mayoría de los peleadores de videojuegos de pelea, Yamazaki no usa ninguna arte marcial en particular, él es un autodidacta rebelde, y usa una amplia variedad de ataques en sus batallas, incluyendo lucha callejera barata y sucia, además movimientos injustos y deshonestos como la patada que lanza arena en los ojos de su oponente, y su cuchillo el el bolsillo derecho; presente en todas sus apariciones en los diferentes juegos. También rara vez saca su mano derecha de su bolsillo. Por ejemplo: Para usar su cuchillo, emplear "SADOMASOCHISM", Etc.
Yamazaki nunca tuvo padres a los cuales respetar, ni a ningún tipo de autoridad por lo tanto desde muy joven se rodeó de la gente equivocada. Eventualmente, después de años de ser un criminal menor, cayó bajo la tutela de un gran jefe de crimen, donde ascendió rápidamente hasta convertirse en el brazo derecho del jefe. Un día, Yamazaki y su jefe fueron a un depósito a realizar un trato ilegal. Yamazaki presintió que algo no estaba bien, y se lo dijo a su jefe. El jefe se rio pero Yamazaki no se separó de él. Lamentablemente, el trato era una trampa, y tanto Yamazaki como su jefe fueron víctimas de esta en manos de bandas rivales (hecho que ocurre en el opening de Fatal Fury 3). El jefe de Yamazaki murió, y la muerte del único "padre" que él tuvo ante sus ojos condujo a Yamazaki a la locura. Él es ahora un psicópata, maniático y un desequilibrado mental sumamente violento y agresivo. 
En 1995 (en Fatal Fury 3), Yamazaki fue contratado por Jin Chonrei y Jin Chonshu para protegerlos. En medio de los sucesos, Yamazaki secuestro al hijo del kickboxer Franco Bush, por lo que, el boxeador tuvo que trabajar para el. También había sido perseguido por un detective de Hong Kong llamado Hon-Fu, quien seguía su pista encontrando a Yamazaki en una vía de trenes, donde se enfrentaron. Después de vencer a Hon-Fu, vino Cheng Sinzan y lo acompañaba Terry Bogard. Poco después de que Cheng se llevara a Hon-Fu, Terry desafió a Yamazaki. La pelea fue dura y violenta siendo Terry el vencedor (mientras que Franco Bush consiguió rescatar a su hijo). 
The King of Fighters
En 1997, antes del comienzo del torneo, Yamazaki destrozó el dojo de la familia Sakazaki solo por diversión, y logró dejar K.O. a todos los alumnos de Takuma (quien en ese momento se encontraba de viaje con Robert García y su hijo e hija Ryo y Yuri). Un tiempo después de eso, Yamazaki fue retado por un Inglés llamado Billy Kane, que trabaja como el guardaespaldas de Gesse Howard, el principal líder del crimen de Southtown. Yamazaki en un principio rechazo la oferta de Billy a unírsele y participar en el torneo The King of Fighters, pero después de pelear y humillar terriblemente a uno de los hombres de Geese que acompañaba a Billy, sintió correr la adrenalina por su sangre, sintiendo una gran necesidad de luchar y matar, y finalmente aceptó la oferta de Billy, incluso Geese le ofreció el doble de dinero del premio si llegaba a ganar el torneo.
Durante los subsecuentes torneos, Yamazaki no participó, por razones desconocidas. Regresa finalmente en el torneo del 2003 para participar con Billy Kane y Gato como parte de otro plan de Geese Howard para tomar el control de Southtown.
Al final del torneo, las relaciones se tensaron entre los miembros del equipo, y culminan en una lucha entre ellos. Gato, despreciado por los miembros de su equipo (quienes obviamente no eran los mejores amigos), simplemente los abandona... y aparecen en el título de continuación KOF XI. Sin embargo, Billy y Yamazaki siguen luchando el uno junto al otro, y no aparecen en KOF XI. Esto no parece ser todo, aunque realmente no se explica la desaparición de los personajes.

## Datos Adicionales
- En la línea histórica del linaje Orochi para King of Fighters 96 y King of Fighters 97, su rebeldía y su actitud obstinada le permitió conservar el poder Orochi sin sacrificar su autonomía, a diferencia de Iori Yagami y Leona Heidern. Su perturbación mental de psicópata enajenado le vuelve inmune al disturbio de la sangre, ya que está "demasiado loco", sin embargo se le nota conteniéndose en demasía y el poder de Orochi no le exenta de sobreexaltarse debido al frenesí.
- Uno de sus ataques principales es el Hebi Tsukai (Cuchillada de Encantador/Cuchillada de Serpiente), un ataque rápido de brazo, muy parecido al ataque de una cobra. Posee otro ataque de movimientos de desesperación conocido como Drill "Taladro", donde al final del último golpe ejecuta un viento donde se asemeja a una cola de una víbora de cascabel, hasta el mismo final del Kof 2003, Billy Kane llega a referirse a Yamazaki como una víbora y donde el llega a actuar como una de ellas al abrir su boca y sacar la lengua cuando atacan, Esto coincide con el hecho de que Orochi es representado como un demonio-serpiente de ocho cabezas.
- Yamazaki es, posiblemente, uno de los personajes de King of Fighters más difíciles de dominar, como su estilo de lucha gira principalmente alrededor de contraataques, contraataques dirigidos, y técnicas de corto alcance muy perjudiciales. Los movimientos de Yamazaki también incluyen algunos movimientos de contraataque algo difícil de emplear. A pesar de todos estos difíciles movimientos para aprender, no hay ninguna escasez de jugadores de Yamazaki, su fama "de psicópata" rotundo ha sido suficiente para hacerlo una inclusión frecuente sobre los equipos de muchos jugadores.
- Su peinado es sospechosamente parecido a Leopold Goenitz, que también pertenece al linaje Orochi. Además, Yamazaki hizo su debut en King of Fighters 97, un año después de la desaparición de Goenitz en 1996. Los rumores dicen que ellos están relacionados por la sangre como parientes, pero no hay confirmación existente al respecto. El arte extra en la versión de Sega Saturn y PlayStation de King of Fighters 97 muestra unos calvos Yamazaki y Goenitz luchando uno al otro por una peluca.
- Él es un homenaje a las películas de gánsteres Yakuza hechas durante los años 1960.
- En la serie King of Fighters, Yamazaki siempre es visto llevando la camisa negra larga y un chaleco negro sobre ella. Sin embargo, en King of Fighters 2003, no lleva su chaleco, lleva una camisa corta negra. Esta no es su primera vez con tal cambio; este era su equipo original en su primera aparición en Fatal Fury 3. También lleva este en la serie Capcom vs. SNK.
- Yamazaki aparece como Striker de Blue Mary en King of Fighters 2000, y aparece como un Striker desbloqueable en la versión de Dreamcast de King of Fighters 99 y en King of Fighters EX para el Game Boy Advance.
- Kouji Ishii ha prestado su voz a Yamazaki desde su debut.
- Por motivos desconocidos, Yamazaki tiene una postura de triunfo especial contra Yuri Sakazaki en Capcom contra. SNK 2.
- En CAPCOM vs SNK Yamazaki hace burla a Terry Bogard acerca de su hermano, Andy, que está desaparecido y le lanza el cuchillo, aparentemente, haciendo señas de que él tiene algo que ver con ello.
- Los únicos casos en que Yamazaki saca su mano derecha de su bolsillo es cuando usa sus movimientos Hydra's Judgment, Double Return, Sand Spray Kick y Sado-Masochism. El resto de las veces, él solo golpea con la mano izquierda (sin tomar en cuenta su reflejo cuando mira al otro lado). Esto parece ser debido al hecho que él oculta su cuchillo en su bolsillo, y mantiene su mano sobre este en todo momento. También parece tener un cariño especial hacia su cuchillo.
- Yamazaki se ríe histéricamente de los tres miembros del New Face Team (Yashiro, Shermie y Chris) en la introducción de su lucha en cualquiera de sus apariciones que coinciden, posiblemente debido a su linaje Orochi o una posible burla.
- El movimiento de contraataque de Yamazaki ha sido llamado Sado-Masochism (Sadomaso o Sadomasoquismo) desde su debut, porque esto implica que Yamazaki se burla de su oponente y contraataca después de recibir el golpe en la cara. La única excepción fue en la serie "Capcom vs. SNK" desarrollado por Capcom, donde el nombre del movimiento fue “suavizado” a Taunt and Counter (Burla y contragolpe).
- Los movimientos de cuchillo de Yamazaki (Judgment Dagger, Drill Special) causan efectos de mucha sangre en King of Fighters 02, pero en 03 los efectos de sangre no aparecen debido a la censura.
- Aunque sea algo difícil de apreciarse debido a su colocación, Yamazaki aparece en un fondo en KOF: Maximum Impact. Puede ser visto en el escenario Downtown (en el día), pero solo de una cierta área de la arena de batalla. Yamazaki está de pie de espaldas en el puente del metro, ocultado la mayor parte detrás de un pilar de la arena... también lleva su conocido abrigo de piel blanco que tira violentamente en la introducción de sus peleas. También aparece en un escenario de King of Fighters '95, al lado de Blue Mary en el escenario de la casa de videojuegos (Arcadeta).
- Yamazaki hizo su primera aparición en un juego no-King of Fighters (Fatal Fury 3), a diferencia de los otros personajes con la sangre Orochi, quien todos hicieron su debut en la serie King of Fighters.
- Yamazaki aparece en un cartel sobre un pilar del escenario de la pirámide mexicana en KOF 2002. El cartel es muy parecido al de "se busca delincuente" lo que pone a pensar sobre la historia de Yamazaki en México como delincuente. En el mismo escenario aparecen King y Tizoc entre otros.